# Villa romaine de Benicató
La Villa romaine de Benicató est un site archéologique situé près de la commune de Nules (comarque de Plana Baixa), dans la province de Castellón en Espagne,.
La villa romaine, occupée du Ier siècle av. J.-C. au IVe siècle apr. J.-C., a été fouillée pour la première fois en 1956. Des fouilles plus importantes, effectuées en 1973-1974, on pu documenté réellement le site de cette villa rustica à vocation agricole. Elle a été déclarée Bien d'intérêt culturel.

## Description
Les premières fouilles ont permis de mettre à jour un péristyle quadrangulaire avec un impluvium circulaire en son centre. Dix sept pièces ont été identifiées autour d'elle, dont deux avec un pavé mosaïque au décor géométrique et végétal.
La seconde campagne archéologique a mis au jour treize nouvelles pièces destinées plus particulièrement aux activités agricoles de transformation et de stockage.
Dans la zone nord-est se trouvaient les thermes, dont deux pièces pavées de mosaïque et chauffées par un hypocauste. Dans des pièces à usage domestique ont été retrouvés des dolia et des fragments de céramique campanienne. Des pièces de monnaie de la période impériale ont aussi été trouvées (un Denier et un As, ainsi que de la période républicaine.

## Galerie

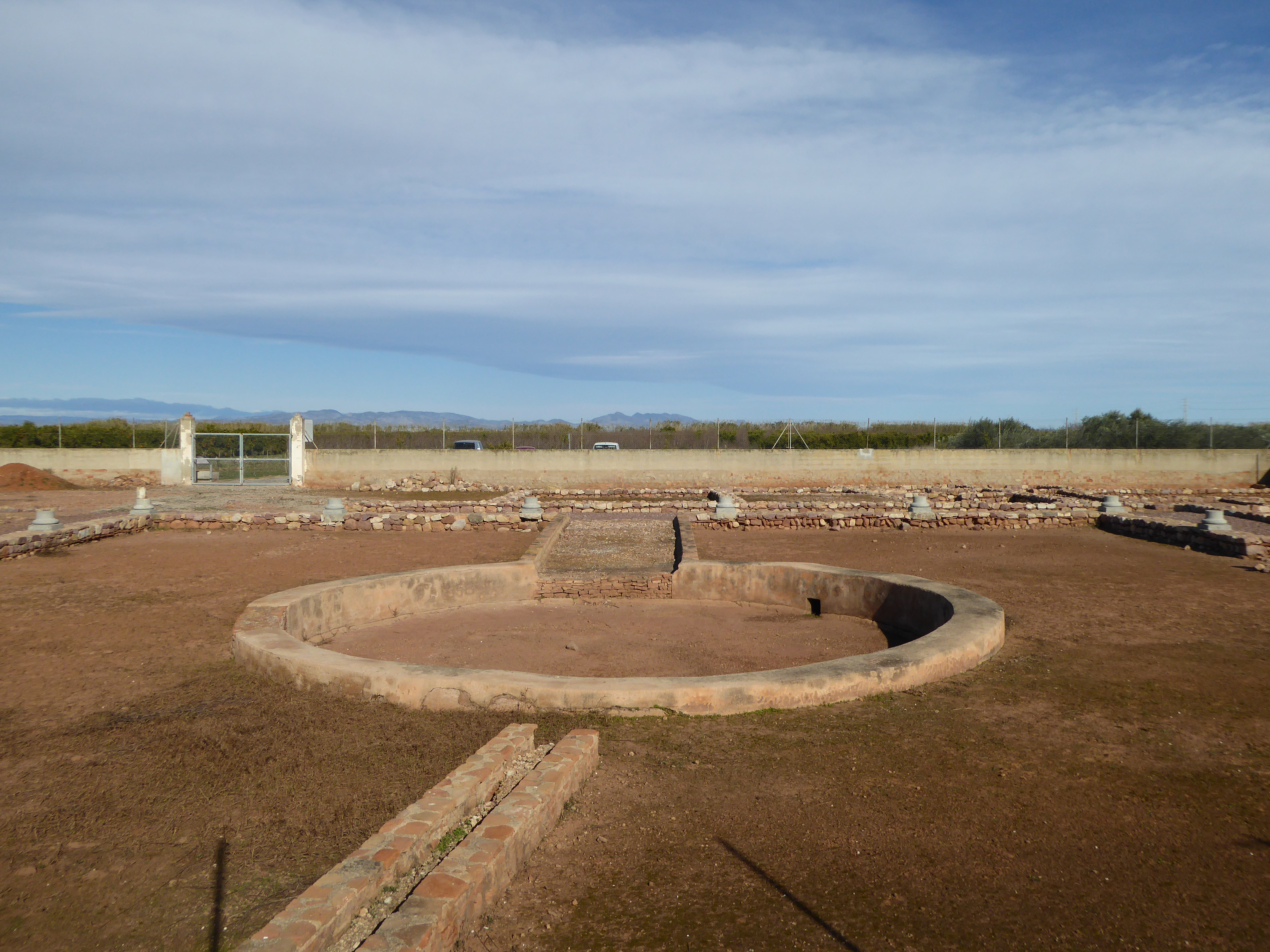
Bassin  central.
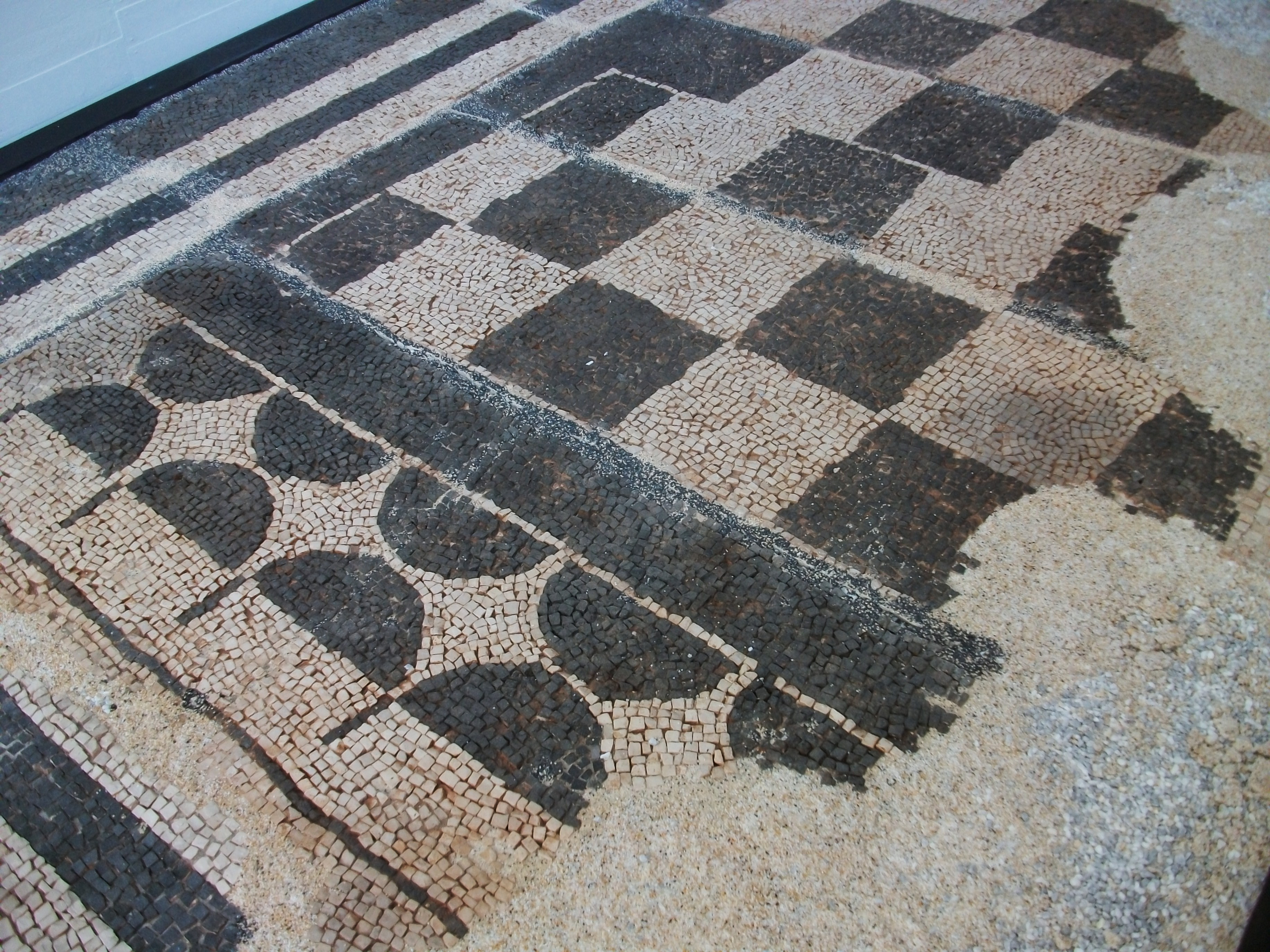
Mosaïques.